# Diego Ronchini
Diego Ronchini, nacido el 9 de diciembre de 1935 en Imola y fallecido el 18 de abril de 2003 en la misma ciudad, fue un ciclista italiano, profesional entre 1956 y 1966.

## Palmarés
| 1955 - Piccolo Giro de Lombardía 1957 - Giro de Lombardía 1958 - Giro de Emilia - Giro de Sicilia 1959 - Campeonato de Italia en Ruta - Giro de Lazio | 1960 - Giro del Veneto - Trofeo Baracchi (con Romeo Venturelli) 1961 - 1 etapa de la Roma-Nápoles-Roma - Giro de Emilia 1962 - Giro de la Romagna 1964 - Giro de Reggio Calabria |

## Resultados en las grandes vueltas
| Carrera         | 1956 | 1957 | 1958 | 1959 | 1960 | 1961 | 1962 | 1963 | 1964 | 1965 | 1966 |
| --------------- | ---- | ---- | ---- | ---- | ---- | ---- | ---- | ---- | ---- | ---- | ---- |
| Giro de Italia  | -    | -    | Ab.  | 3.º  | 91.º | -    | Ab.  | 5.º  | Ab.  | -    | Ab.  |
| Tour de Francia | -    | -    | -    | -    | -    | -    | Ab.  | -    | -    | 86.º | -    |
| Vuelta a España | -    | -    | -    | -    | -    | -    | -    | -    | -    | -    | -    |
| Mundial en Ruta | -    | -    | -    | 5ª   | Ab.  | 16º  | -    | -    | -    | -    | -    |

-: no participa

Ab.: abandono